# DVB-T2-Lite
DVB-T2-Lite (tidligere kendt som DVB-T2A, A for Audio) er en DVB-T2-delmængdeprofil og en fejlkorrektionsudvidelse, der gør at modtagere kan spare på energien, som derfor er egnet til mobile enheder til modtagelse af en kombination af mobil-DTT og digital radio. DVB-T2-Lite regnes for at være mere båndbreddeeffektiv end f.eks. DAB og DAB+, T-DMB, DVB-T og DVB-H.
DVB-T2-Lite kan sendes indlejret i DVB-T2 signaler, hvis alle modtagere også understøtter DVB-T2-Lite. 1. generation af DVB-T2-chipsene kan ikke forstå DVB-T2-Lite.

## Testsendinger i det danske jordnet
Open Channel har bl.a. i samarbejde danske ProTelevision Technologies fra den 1. januar 2012 og op til 3 år frem, fået mulighed for at lave testsendinger i København på:
- UHF kanal 35 kaldet MUXKBH-1 til HDTV til lokale tv-stationer.
- UHF kanal 39 kaldet MUXKBH-2, lodret polarisation, 2kW-ERP, 100 meters højde fra Borups Allé til mobil-tv forsøg.
- VHF kanal 9D kaldet MUXKBH-3. Indholdet planlægges at være 15-20 internationale radiostationer og senere op til 50 radiostationer i hver sin PLP.